# (14789) GAISH
(14789) GAISH est un astéroïde de la ceinture principale.

## Description
(14789) GAISH est un astéroïde de la ceinture principale. Il fut découvert le 8 octobre 1969 à Nauchnyj par Lioudmila Tchernykh. Il présente une orbite caractérisée par un demi-grand axe de 3,13 UA, une excentricité de 0,09 et une inclinaison de 5,8° par rapport à l'écliptique.

## Compléments